# IHI
IHI公司，前稱「石川島播磨重工業」（英語：Ishikawajima-Harima Heavy Industries），是日本一家提供在航海船舶，航太宇宙火箭，能源供應，物流運輸，軍事艦艇及基礎建設工程監造之設備的重工業公司。
IHI公司歷史悠遠，起源於1853年（嘉永6年），當時江戶幕府指令水戶藩主德川齊昭下令於江戶隅田川河口的石川島（位於現在東京都中央區佃二丁目）建設造船廠，成為「石川島造船廠」。一戰後開始涉足汽車及飛行器製造業務，二戰時參與建造軍艦及飛行器。二戰後透過併購繼續壯大，2007年更名為株式會社IHI。

## 历史

### 石川島重工業（1853年－1960年）
- 1853年（嘉永6年）－江戶幕府指令水戶藩於石川島設立船廠，建造西式軍艦「旭日丸」號及「千代田形」號等。
- 1876年（明治9年）－船廠被平野富二收購，成為民營船廠。
- 1877年（明治10年）－建造日本第一艘汽船「通運丸」號。
- 1889年（明治22年）－成立「有限責任石川島造船所」。
- 1893年（明治26年）－改組為株式會社，更名為「東京石川島造船所株式會社」。
- 1896年（明治29年）－製成第一套日本製火力發電設備（交流發電機）並交付東京電燈。翌年淺草火力發電廠啟用。
- 1911年（明治44年）－製造及組裝東京中央停車場（現東京站）結構的鐵製部分。
- 1918年（大正7年）－將第一次世界大戰時製造船舶所獲得的巨大盈利投資汽車業，並與英國Wolseley公司合作（至1927年止）並取得特許生產權。合作關係終結後汽車部門以品牌「隅田」（スミダ）的名義繼續生產Wolseley公司的產品。汽車部門其後於1929年獨立，成為石川島自動車製造所（即現五十鈴）。
- 1924年（大正13年）－設立石川島飛行機製作所（現立飛企業）。
- 1945年（昭和20年）－公司更名為「石川島重工業株式會社」。製造日本第一台噴射發動機Ne20（ネ20）。

### 播磨造船所（1907年－1960年）
- 1907年（明治40年）－「播磨船渠株式會社」成立，並於兵庫縣相生村（現相生市）動工建設船塢。
- 1909年（明治42年）－船塢工程發生意外導致船塢倒塌。事故令股東退股，最終播磨船渠被解散。
- 1911年（明治44年）－設立「播磨船渠合名會社」，接管及繼續工程。
- 1912年（明治45年）－船塢落成啟用，公司更名為「播磨造船株式會社」。
- 1916年（大正5年）－公司更名為「株式會社播磨造船所」（第一次）。
- 1918年（大正7年）－公司被帝國汽船株式會社併購。與帝國汽船原有的鳥羽船廠合組公司的造船部。
- 1921年（大正10年）－帝國汽船將造船部出售予株式會社神戶製鋼所，成為神戶製鋼所旗下部門。
- 1929年（昭和4年）－播磨船廠自神戶製鋼所獨立，成立「株式會社播磨造船所」（第二次）。而同屬造船部的鳥羽電機製作所（其後的神鋼電機，現Sinfonia科技）則留在神戶製鋼所體制。

### 吳造船所（1945年－1968年）
- 1945年（昭和20年）－株式會社播磨造船所利用吳海軍工廠原址的船塢設立吳造船所。
- 1952年（昭和27年）－美國國家散貨貨輪公司（NBC）在吳海軍工廠開設吳造船部。
- 1954年（昭和29年）－吳造船所自播磨造船所獨立。
- 1958年（昭和33年）－世界第一艘排水量達10萬噸級的運油輪「Universe Apollo」在吳造船部落成啟用。
- 1962年（昭和37年）－NBC將吳造船部售予吳造船所。

### 石川島播磨重工業、IHI（1960年－）
- 1960年（昭和35年）－石川島重工業株式會社與株式會社播磨造船所合併，成為「石川島播磨重工業株式會社」。
- 1966年（昭和41年）－製成世界第一艘排水量達20萬噸級的運油輪「出光丸」號。
- 1968年（昭和43年）－併購株式會社吳造船所。
- 1975年（昭和50年）－製成當時世界排水量最大（約48萬噸）的運油輪「日精丸」號。
- 2000年（平成12年）－與川崎重工業及三井造船締結船舶、海洋事業（政府船舶業務除外）的合作協議。購入日産自動車的軍事及航太業務（現IHI航太）。同年，IHI製成首台國產高涵道比渦扇發動機-XF7。
- 2002年（平成14年）－受政府開發東京臨海地區影響，關閉東京第1工場（豐洲），業務遷移至橫濱第3工場。將船舶、海洋事業注入與住友重機械工業合資的Marine United，成為子公司IHI Marine United。
- 2003年（平成15年）－購入新潟鐵工所原動機（現新潟原動機）、產業機械（現新潟運輸系統）等業務。
- 2006年（平成18年）－購入IHI Marine United餘下股權，令IHI Marine United成為旗下全資子公司。總公司自千代田區大手町二丁目遷至江東區豐洲三丁目。
- 2007年（平成19年）－被發現與其他企業參與鐵橋工程的圍標活動，被國土交通省按建設業法判罰停業45天。公司更名為株式會社IHI（英文社名：IHI Corporation）。2006年度的年報被懷疑載有虛假資料，股份被東京證券交易所列入監察名單。
- 2008年（平成20年）－2月9日改列入特別注意名單。
- 2009年（平成21年）－5月12日解除列入特別注意名單。
- 2024年8月21日，IHI向日本国土交通省承認其子公司篡改船舶用发动机等产品燃油数据，而且最早的数据造假行为可追溯至1974年12月出厂的发动机。[1]

## 產品

### 商船、海洋產品

#### 軍艦
戰前主要為日本海軍建造小型艦艇，戰後亦只為海上自衛隊建造船艦，未有接受外國訂單。

##### 二戰前、二戰時
東京石川島造船所
- 軍艦：千代田形號帆船、鳥海號砲艦
- 練習艦：石川號練習艦
- 水雷艦：白鷹號水雷艦
- 驅逐艦：
  - 樅型驅逐艦：栂號驅逐艦、薄號驅逐艦、菫號驅逐艦、蓬號驅逐艦
  - 若竹型驅逐艦：朝顏號驅逐艦、夕顏號驅逐艦
  - 神風型驅逐艦 (二代)：疾風號驅逐艦
  - 睦月型驅逐艦：卯月號驅逐艦、長月號驅逐艦
  - 吹雪型驅逐艦：薄雲號驅逐艦、天霧號驅逐艦

播磨造船所
- 砲艦：勢多號砲艦、堅田號砲艦
- 水雷艦：沖島號水雷艦、初鷹號水雷艦、蒼鷹號水雷艦、若鷹號水雷艦

##### 二戰後
石川島播磨（東京）
- 筑後型護衛艦：綾瀨號護衛艦（DE-216，1996年退役）
- 榛名級護衛艦：比叡號護衛艦（DDH-142，2011年退役）
- 白根級護衛艦：白根號護衛艦（DDH-143）、鞍馬號護衛艦（DDH-144）
- 初雪級驅逐艦：澤雪號驅逐艦（DD-125）、磯雪號驅逐艦（DD-127）、松雪號驅逐艦（DD-130）
- 朝霧型護衛艦：朝霧號護衛艦（DD-151/TV-3516）、天霧號護衛艦（DD-154）、海霧號護衛艦（DD-158）
- 十和田級補給艦：常盤號補給艦（AOE-423）
- 金剛級護衛艦：鳥海號護衛艦（DDG-176）
- 村雨型護衛艦：村雨號護衛艦（DD-101）、五月雨號護衛艦（DD-106）、曙號護衛艦（DD-108）

IHI海洋聯合（橫濱）
- 高波型護衛艦：高波號驅逐艦（DD-110）、卷波號驅逐艦（DD-112）、鈴波號驅逐艦（DD-114）
- 日向級護衛艦：日向號護衛艦（DDH-181）、伊勢號護衛艦（DDH-182）

### 航太事業
- F110-IHI-129 渦輪扇發動機（通用电气航空公司授權IHI航太公司製造，用於F-2戰鬥機）
- F100-IHI-220E 渦輪扇發動機（普惠公司授權IHI航太公司製造，用於F-15J/DJ戰鬥機）
- J79-IHI-11A（通用电气公司授權IHI航太公司製造，用於F-104J/DJ戰鬥機）
- 石川島Ne-20發動機（用於橘花攻擊機）
- 石川島播磨J3（英语：Ishikawajima-Harima J3）（用於T-1教練機和川崎P-2J（英语：Kawasaki P-2J））
- 石川島播磨F3（英语：Ishikawajima-Harima F3）（用於T-4教練機）
- 石川島播磨XF5（英语：Ishikawajima-Harima XF5）（用於X-2心神驗證機）
- IHI F7（用於P-1海上巡邏機）
- IHI XF9（英语：IHI Corporation XF9）（原計劃用於三菱F-X（英语：Mitsubishi F-X））

### 機械事業
1.渦輪增壓器
2.小型挖土機

### 物流、鐵構事業
中國鋼鐵股份有限公司#98碼頭 連續式卸船機1號2號

## 外部連結
- 公司網站（页面存档备份，存于）（日語）（英文）（简体中文）

1. ↑  . 新闻频道_央视网(cctv.com). 2024-08-22  [2024-08-22]. （原始内容存档于2024-08-23） （中文）.